# 화이트디펜더
화이트디펜더(WhiteDefender)는 행위기반으로 랜섬웨어를 사전 차단하는 안티랜섬웨어 프로그램이다.

## 특징
기본 동작 원리
랜섬웨어에 대한 적극적 대응을 목표로 독자 기술로 개발한  3단계 (프로세스 레벨 > 서비스 레벨 > 커널 레벨) 방어 체계를 통해, 랜섬웨어를 실시간으로 모니터링 하면서 차단하여, 알려지지 않은 랜섬웨어를 방어할 수 있는 차세대 안티-랜섬웨어 솔루션이다.
엔진
WhiteDefender의 TD엔진에 의해 랜섬웨어의 모든 행위(Read, Write, Create 등)가 모니터링되며, 파일이 암호화 되는 경우 자동으로 탐지하고 차단한다.
WR엔진은 파일 암호화가 이루어지는 경우 공격이 이루어지는 원본 파일을 순간적으로 안전한 공간에 백업하고, 랜섬웨어 차단이 이루어진 후 파일을 정상적으로 복구하는 기능을 담당한다.
랜섬웨어에 대한 시스템 보호 메커니즘
WhiteDefender는 랜섬웨어의 강력한 대응을 위해 사전 탐지, 함정 탐지, 행위 탐지, 자동 백업/복구, 보호 폴더 등의 보호 메커니즘이 동작하면서 PC에 있는 소중한 데이터를 안전하게 보호한다.
1. 사전 탐지 : 지속적으로 업데이트 되는 랜섬웨어 DB를 활용하여 알려진 랜섬웨어를 사전 탐지하여 차단한다.
2. 함정 탐지 : 랜섬웨어 행위를 분석하여, 파일 훼손을 유도(함정)하여 탐지, 차단 후 복원한다.
3. 행위 탐지 : 랜섬웨어에 의해 파일 훼손이 발생할 경우 실시간으로 행위를 분석하여 탐지한다.
4. 자동 백업/복구 : 랜섬웨어에 의해 파일 훼손이 발생할 경우, 순간적으로 파일을 백업 후, 랜섬웨어를 차단하고 안전하게 복구한다.
5. 보호 폴더 : 대용량 파일의 경우 보호 폴더(Safezone) 설정을 통해 랜섬웨어의 파일 훼손으로부터 안전하게 보호할 수 있다.

## 주요 기능
화이트 디펜더는 실시간 보호, 행위 탐지, 함정 탐지 등의 기능을 통해 랜섬웨어를 사전에 탐지하여 차단하고, 랜섬웨어가 암호화를 진행하는 경우 순간적으로 원본 파일을 백업하고, 랜섬웨어 행위를 차단 후 복원하여 데이터를 안전하게 보호하도록 도움을 드리는 랜섬웨어 대상 전문 보안 프로그램이다.
- 랜섬웨어 실시간 보호: 실시간 랜섬웨어 모니터링 후 사용자에게 알림
- 행위 탐지 기능: 랜섬웨어에 의한 파일 훼손이 발생할 경우 실시간 행위 분석 탐지
- 자동 복구/백업: 랜섬웨어에 의한 파일 훼손이 확인 될 경우 순간적으로 파일을 백업 후, 랜섬웨어 파일을 차단하고 안전하게 복구
- 자체 보호: 프로세스, 폴더, 레지스트리의 손실을 자체 보호
- 섀도 복사본 보호:  복원 시점, 복원에 사용되는 정보에 접근 시 차단
- 비서명 프로세스 실행 알림/차단:  서명되지 않은 파일이 실행될 경우 알림을 통해 허용, 차단, 예외 처리 가능
- 스크립트 위험 행위 차단:  스크립터에 의해서 위험한 파일이 생성이 되는 경우 차단
- 파일 쓰기 차단:  내 PC & 네트워크 파일 쓰기 차단을 통해 랜섬웨어 감염 예방
- 복원용 저장 파일 삭제:  설정한 기간 동안 탐지된 복원 파일을 저장하여 이 후 데이터는 자동 삭제
- 행위 탐지 복원 저장 파일:  설정한 파일보다 큰 경우, 행위 탐지 복원 파일 저장에서 제외되는 기능(최대 100 mb)

## 연혁
- 2023.03. TTA Good Software - GS인증 1등급 - 화이트디펜더 윈도우서버 제품
- 2023.01. 화이트디펜더 클라이언트 제품 저작권 등록
- 2022.02  클라우드 웹기반 - 화이트디펜더 RDR 엔드포인트 클라우드 플랫폼 출시
- 2021.11  부산 국회도서관 구축완료
- 2021.08  서울 국회도서관 구축완료
- 2021.06  MBC 문화방송 구축완료
- 2021.02  화이트디펜더 윈도우서버 제품 출시
- 2020.02  롯데 글로벌로지스 구축 완료
- 2019.05  공공 조달 등록 - 화이트 디펜더 클라이언트 제품
- 2019.02  화이트디펜더 RDR 엔드포인트 중앙관리 제품 출시 - 구축형
- 2018.07  TTA Good Software - GS 인증 1등급 - 화이트디펜더 클라이언트 제품
- 2018.11  화이트디펜더 상표권 등록
- 2018.07  화이트디펜더 클라이언트 제품 출시
- 2018.04  롯데정보통신 안티랜섬웨어 화이트 디펜더 전략적 협력 체결
- 2017.11  한국소프트웨어협회 SPC 주관 - 제5회 소프트웨어 산업보호 문화부장관 수상
- 2017.01. 안티랜섬웨어 화이트디펜더 연구